# MGR Anna Dravida Munnetra Kazhagam
MGR Anna Dravida Munnetra Kazhagam – indyjska partia polityczna.
Powstała w wyniku rozłamu w AIADMK. Jej twórcą i liderem był S. Thirunavukkarassu. Nazwa formacji nawiązywała do M.G. Ramachandrana. Należała do Narodowego Sojuszu Demokratycznego. Startowała w związkowych wyborach parlamentarnych z 1998 (zdobyła przeszło 278 tys. głosów, nie uzyskując żadnego mandatu), związkowych wyborach parlamentarnych z 1999 (przeszło 396 tys. głosów, 1 zdobyty mandat w Lok Sabhie) oraz w wyborach stanowych w Tamil Nadu w 2001 (przeszło 129 tys. głosów, 2 mandaty w Zgromadzeniu Ustawodawczym). W 2002 połączyła się z BJP.